# ميشيل راف
ميشيل راف (Michelle Ruff) (اسمها الكامل ميشيل سوزان راف (Michelle Suzanne Ruff)) هي مؤدية أصوات أمريكية ولدت في 22 سبتمبر 1967 في ديترويت، ميشيغان.

## أدوارها في الأنمي

### مسلسلات أنمي تلفزيونية
- بليتش - كوتشيكي روكيا, ماهانا ناتسوي، توبيومي
- التنين الأزرق - سالي
- أبطال الديجيتال الجزء الرابع - ميمي
- إندماج الديجيمون - سبارومون
- دورارارا!! - أنري سونوهارا
- غاد غارد - أيكو ماري هارموني
- تنجن توبا جورين لاجان - يوكو
- كود غياس: لولوش المتمرد - يوفيميا لي بريطانيا, لولوش لامبروج (أيام الطفولة)
- كود غياس: لولوش المتمرد R2 - يوفيميا لي بريطانيا، لولوش لامبروج (أيام الطفولة)
- غانكوتسوؤو - يوجيني
- تشوبيتس - تشي
- جنود السايبورغ - هيلين
- كيكايشي - ميكي هاتوري
- كآبة هاروهي سوزوميا - يوكي ناغاتو
- لاكي ستار - تسوكاسا هيراغي، مينامي إيواساكي
- سكرابد برنسس - وينيا شيستر
- لاست إكسايل - ألفيس هاميلتون، تاتيانا فيسلا
- تسوكيهيمي: أسطورة القمر - أركويد برونستاد
- وولفز راين - ليرا
- X - كوتوري مونو
- ترايجان - لينا
- جانجريف - ماريا أساغي
- فيت/زيرو - أوي توساكا، مارثا ماكنزي
- بليزبلو ألتر ميموري - كارل كلوفر
- عميل الهلوسة - تسوكيكو ساغي
- غريت تيتشر أونيزوكا - أورومي كانزاكي
- سيلور مون - لونا
- K - سوميكا إينابا
- لوبين الثالث: المرأة المسماة فوجيكو ميني - فوجيكو ميني
- لوبين الثالث (2015) - فوجيكو ميني
- ناروتو شيبودن - ماتسوري
- روروني كينشين - سيكيهارا تاي، سانجو تسوبامي
- فافنر في السماء الزرقاء - يوميكو تومي
- غارغانتيا في الكوكب الأخضر - بيفيل
- سورد آرت أونلاين II - سينون/شينو أسادا
- هنتر x هنتر (2011) - كيكيو زولديك

### أوفا أنمي
- دوت هاك ليميناليتي - ماي ميناسي
- البدلة المتنقلة جاندام: فريق م.س. رقم 08 - كيكي روزيتا
- البدلة المتنقلة جاندام يونيكورن - ميهيرو أويواكين

### أفلام أنمي
- فيلم بليتش: ميموريز أوف نوبودي - كوتشيكي روكيا
- فيلم بليتش: ذا داياموند داست ريبيليون, هيورينمارو آخر - كوتشيكي روكيا
- فيلم بليتش: فيد تو بلاك, أنادي اسمك - كوتشيكي روكيا، دارك روكيا
- فيلم بليتش: فصل الجحيم - كوتشيكي روكيا
- اختفاء هاروهي سوزوميا - يوكي ناغاتو
- فيت/ستاي نايت: Unlimited Blade Works - سيبر
- فيلم ناروتو شيبودن: الروابط - أمارو

## أدوارها في ألعاب الفيديو
- سلسلة ألعاب ستريت فايتر
  - ستريت فايتر IV - كريمسون فايبر
  - سوبر ستريت فايتر IV - كريمسون فايبر، جوني
  - سوبر ستريت فايتر IV آركيد إديشن - كريمسون فايبر
  - ألترا ستريت فايتر IV - كريمسون فايبر
  - ستريت فايتر V - جوني
- مارفل فرسس كابكوم 3 - كريمسون فايبر
- ألتيميت مارفل فرسس كابكوم 3 - كريمسون فايبر
- بيرسونا 3 - يوكاري تاكيبا
- بيرسونا 3 فيس - يوكاري تاكيبا
- بيرسونا 3 بورتبل - يوكاري تاكيبا
- بيرسونا 4 أرينا ألتيماكس - يوكاري تاكيبا
- بيرسونا Q شادو أوف ذا لابيرينث - يوكاري تاكيبا
- كاثرين - كاثرين مكبرايد
- سلسلة ألعاب بليزبلو
  - بليزبلو كالاميتي تريغر - كارل كلوفر
  - بليزبلو كونتينيوم شيفت - كارل كلوفر
- تيلز أوف فيسبيريا - ريتا مورديو
- تيلز أوف إكسيليا 2 - فيرا
- إيوريكا سفن الجزء 1: نيو ويف - روري
- إيوريكا سفن الجزء 2: نيو فيجن - روري
- غود إيتر بورست - ساكويا تاتشيبانا
- دانغانرونبا أناذر إيبيسود: ألترا ديسبير غيرلز - جاتارو كيموري، يوتا أساهينا
- فاير إمبلم أويكينينغ - نوار

## وصلات خارجية
- ميشيل راف على موقع IMDb (الإنجليزية)
- ميشيل راف على موقع روتن توميتوز (الإنجليزية)
- ميشيل راف على موقع قاعدة بيانات الفيلم (الإنجليزية)
- ميشيل راف على موقع ANN person (الإنجليزية)